# Rajnof
Rajnof ili Rajnov (njemački: Raiding, mađarski: Doborján) je tržni grad u austrijskoj saveznoj državi Gradišće, administrativno pripada Kotaru Gornja Pulja. Rajnof je rodno mjesto slavnog romantičkog skladatelja Franza Liszta.

## Stanovništvo
Rajnof prema podacima iz 2010. godine ima 850 stanovnika. 1910. godine je imao 928 stanovnika većinom Nijemca.

## Vanjske poveznice
- Internet stranica naselja